# Horstermeerpolder

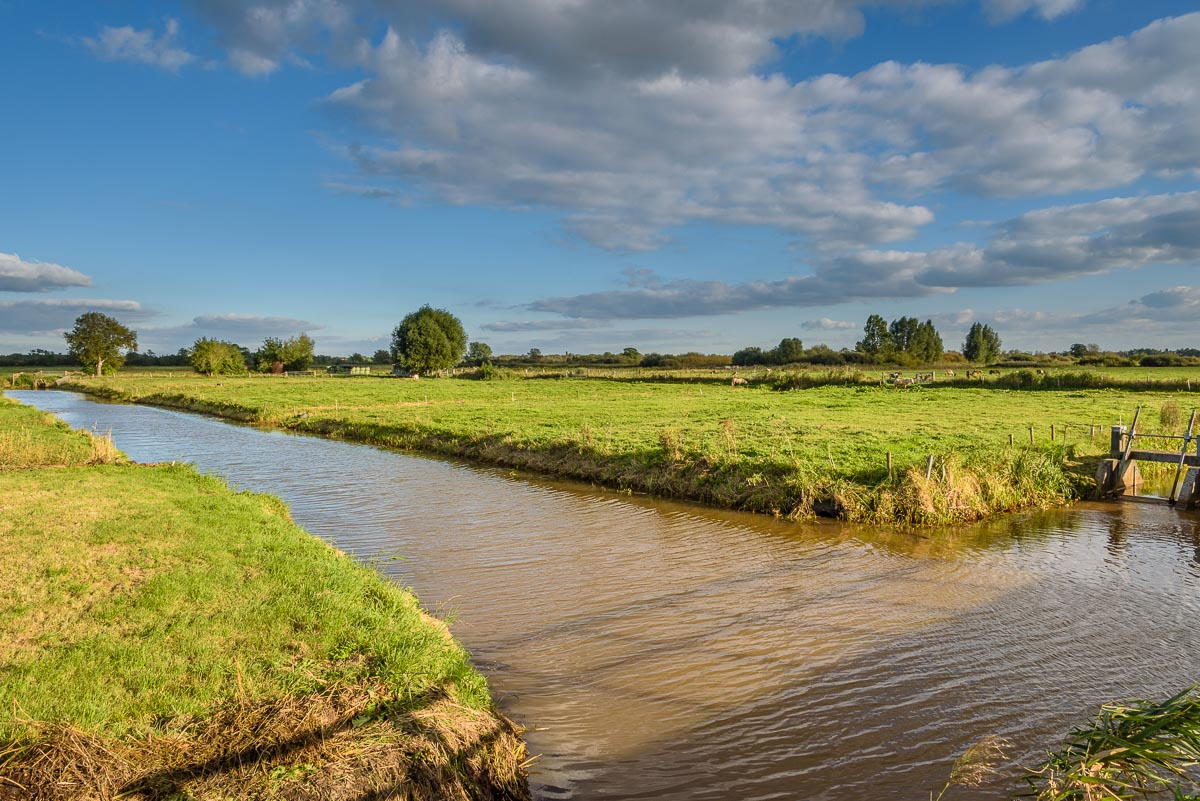
De Horstermeerpolder in Nederhorst den Berg vanaf de Radioweg.

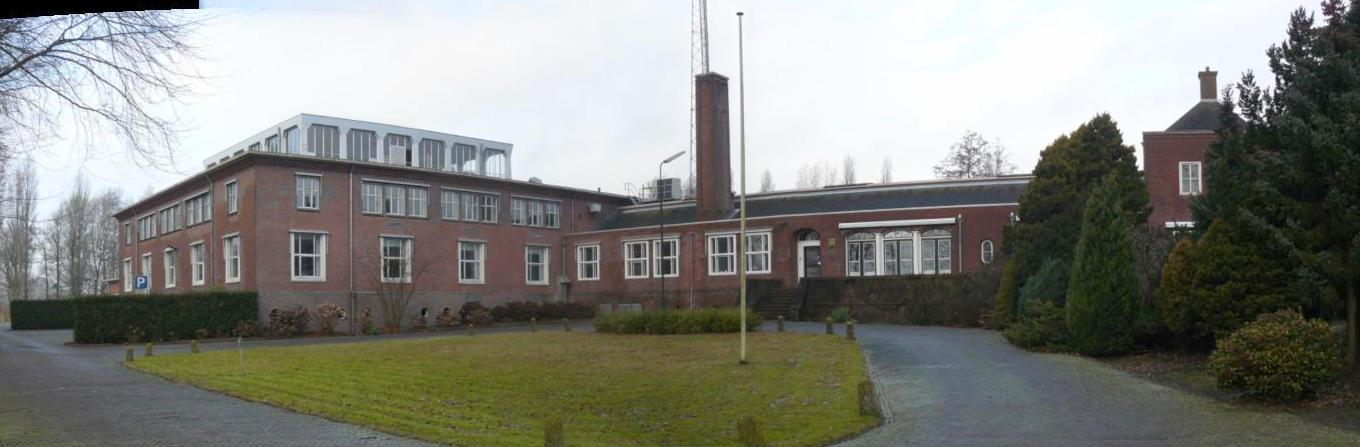
Het NERA hoofdgebouw.

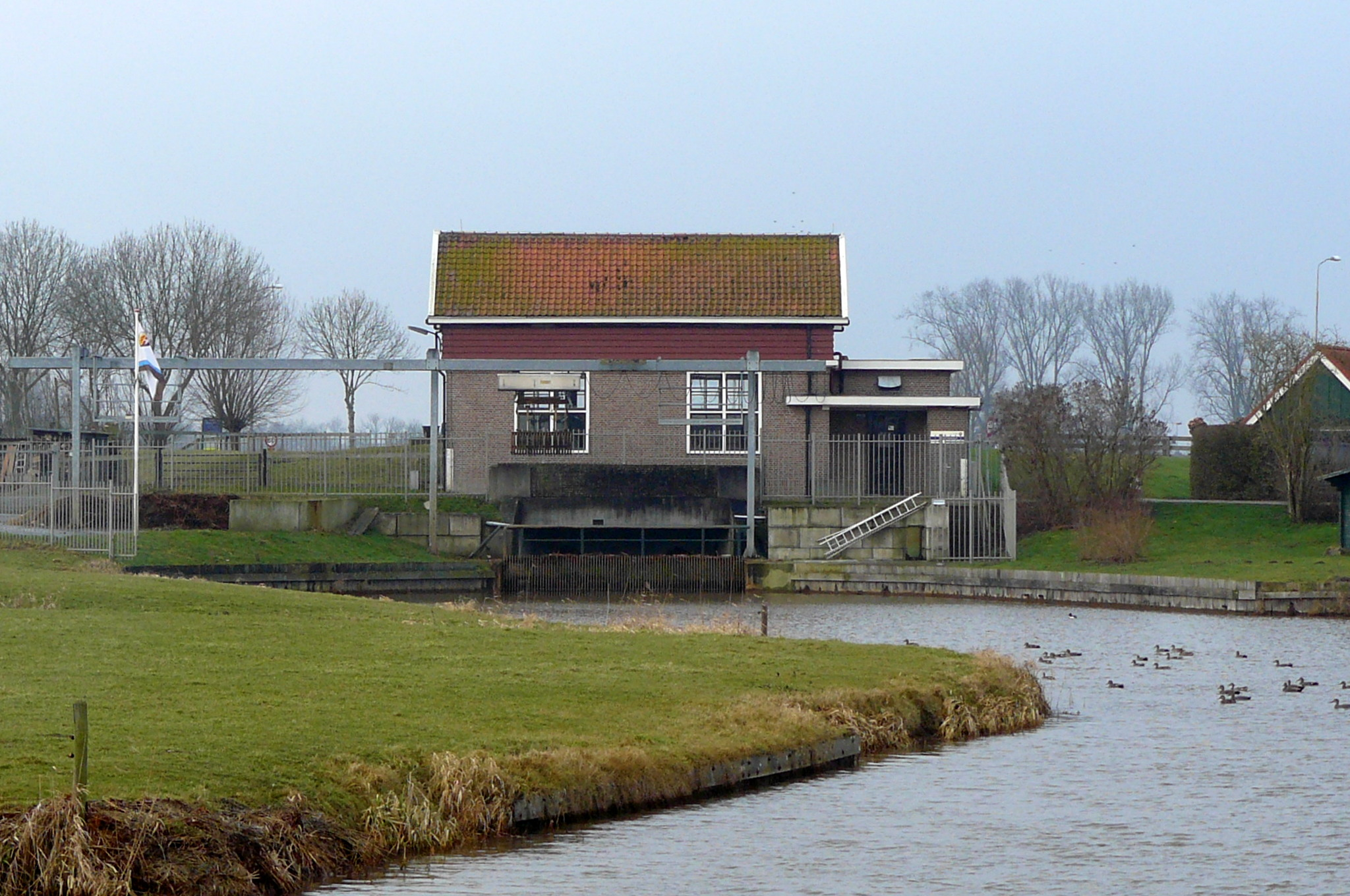
Gemaal Horstermeerpolder.

De Horstermeerpolder is een 616 hectare grote droogmakerij in de gemeente Wijdemeren en het Waterschap Amstel, Gooi en Vecht in Noord-Holland. De polder ligt in het vechtplassengebied, tussen de Spiegelplas en de Ankeveense Plassen in het noorden, de Kortenhoefse Plassen in het oosten en zuiden en de rivier de Vecht in het westen. Bij de Horstermeer ligt de buurtschap Overmeer.

## Geschiedenis
Het Overmeer was een natuurlijk meer, te vergelijken met het Naardermeer. Later noemde men het Horstermeer naar het nabijgelegen Kasteel Nederhorst. Het werd (net als het Naardermeer) in de 17e eeuw voor het eerst bedijkt en met zes molens drooggelegd (1629), maar na enkele jaren (1636) stopte men de pogingen de polder droog te houden. In 1882 werd met succes een nieuw poging gedaan met behulp van stoommachines. Eenmaal droog werd de polder ingericht voor de landbouw.
In 1914 en in 1940 werd de polder als deel van de waterlinie onder water gezet. Aan het eind van de Tweede Wereldoorlog hebben de Duitsers het gebied nogmaals geïnundeerd. Dit alles veroorzaakte veel schade aan de tuinbouw, waarop men zich in de polder had toegelegd.

### NERA
In 1950 werd aan de Radioweg het NERA-gebouw geopend, een belangrijk station voor kortegolf-radiocommunicatie waarvoor een aantal imposante antennes werd gebouwd. Het hoofdgebouw is ontworpen door architect Frants Edvard Röntgen. De afkorting NERA staat voor NEderhorst den Berg RAdio. NERA vervulde na de oorlog een belangrijke rol in het internationale telefoonverkeer en vormde lange tijd een twee-eenheid met het op de Veluwe gelegen Radio Kootwijk. Het NERA ontving radiosignalen uit het buitenland en Radio Kootwijk zond ze uit. Het geheel is een gemeentelijk beschermd monument. Tot het monument behoren het hoofdgebouw, de werkplaats, twee bruggen en twee funderingen van paraboolantennes die in de omgeving zijn opgesteld. Sinds 2005 is nog maar een enkele, op afstand bediende, antenne in gebruik.

## Beschrijving
De polder ligt ten oosten van de rivier de Vecht in het West-Nederlandse laagveengebied. De polder is bijna cirkelvormig met een diameter van drie kilometer en is omgeven door een ringdijk, die circa 0,7 – 0,8 meter onder Normaal Amsterdams Peil (NAP) ligt. De polder ligt relatief diep ten opzichte van de omgeving, tussen de 2,2 en 2,8 meter onder NAP. Er zijn veel sloten en tochten gegraven voor de afwatering die lopen van noord naar zuid, alleen in het uiterste noorden van de polder lopen de wateren van oost naar west. De meeste bebouwing ligt langs de Middenweg. De twee andere belangrijke wegen zijn de Machineweg en de Radioweg. Langs de Middenweg loopt ook het belangrijkste afwateringskanaal. In het oosten, bij Nederhorst den Berg, staat een elektrisch gemaal gebouwd in 1917. Het polderpeil wordt op 3,45 meter onder NAP gehandhaafd. De polder kampt met een groter instroom van kwelwater waardoor continue bemaling noodzakelijk is. Het water wordt in de Vecht uitgeslagen.

## Een omgekeerde wereld
De Horstermeerpolder is een drooggemaakt meer dat ligt te midden van tot water vergraven veengronden, zodat het water er land, en het land water is geworden. Al sinds jaren zijn de plassen echter weer aan het verlanden en begin 21e eeuw liggen er vergevorderde plannen om een deel van de polder onder water te zetten. Eind 2016 zijn die plannen echter weer gewijzigd, onder meer door protesten van bewoners, en is er een concept plan Natuurdoelen gepresenteerd opgesteld door een onafhankelijk ecologisch adviesbureau. Dit plan gaat besproken worden door diverse partijen en zal als grondslag dienen voor een nieuw Natuurbeheerplan.

## Natuurontwikkeling

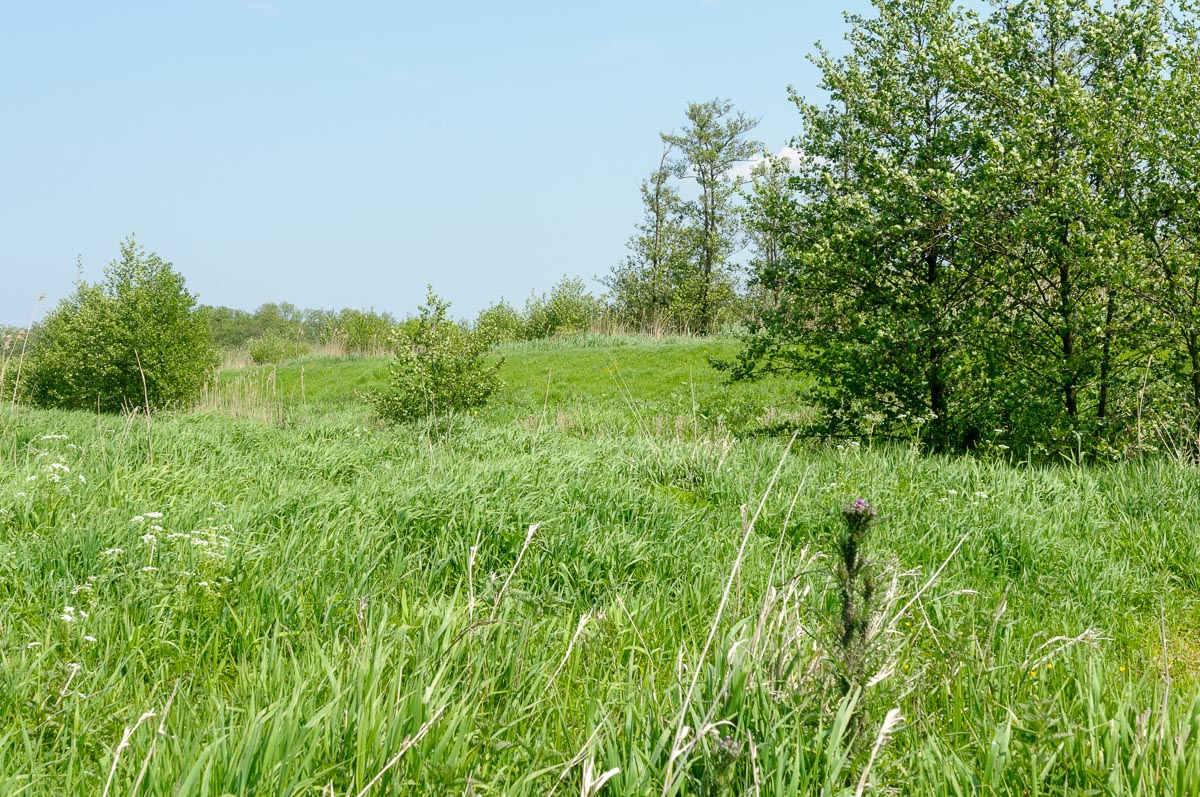
Het Natura 2000 gebied in beheer bij Natuurmonumenten achter de NERA aan de Radioweg.

De Vereniging Natuurmonumenten is hier anno 2010 eigenaar van ca. 115 ha natuurgebied. Dit ligt in het zuidelijke deel van de polder, in de omgeving van de Radioweg. Het bestaat uit rietmoerassen en natte graslanden.
De regionale overheid wil in het noorden en zuiden van de Horstermeerpolder zo’n 250 ha natte natuur toevoegen aan het bestaande natuurgebied. Het plan is de waterhuishouding te veranderen om de waardevolle natuur in de Oostelijke Vechtplassen die deel uitmaakt van het Natuurnetwerk Nederland en het Europese natuurnetwerk Natura 2000 te beschermen. Daarvoor dient extra waterberging gerealiseerd te worden in verband met verdrogingsbestrijding en waterkwaliteitsverbetering. Deze plannen zijn in 2016 dus gewijzigd en er zal na intensief onderzoek en overleg een nieuw Natuurbeheerplan worden vastgesteld.
Het door voortdurend pompen drooghouden van de zeer diepe Horstermeerpolder veroorzaakt een groot verlies van schoon kwelwater uit het watersysteem van de Oostelijke Vechtplassen. Omdat daar ter aanvulling kwalitatief weinig geschikt gebiedsvreemd boezemwater moet worden ingelaten, ontstaan ernstige ecologische problemen. Ook blijkt de bodem van de droogmakerij lek te zijn waardoor fossiel zeewater de polder instroomt waardoor een enorme zoutbelasting ontstaat. Het uitgemalen water is dus absoluut niet geschikt om in de omringende plassen te lozen.
Als na het uitvoeren van de plannen in de Horstermeerpolder, veel minder water uit de Vechtplassen weglekt, kan de waterkwaliteit sterk verbeteren. De provincie Noord-Holland voert de regie bij opstellen en uitvoeren van deze plannen.

## Bewoners

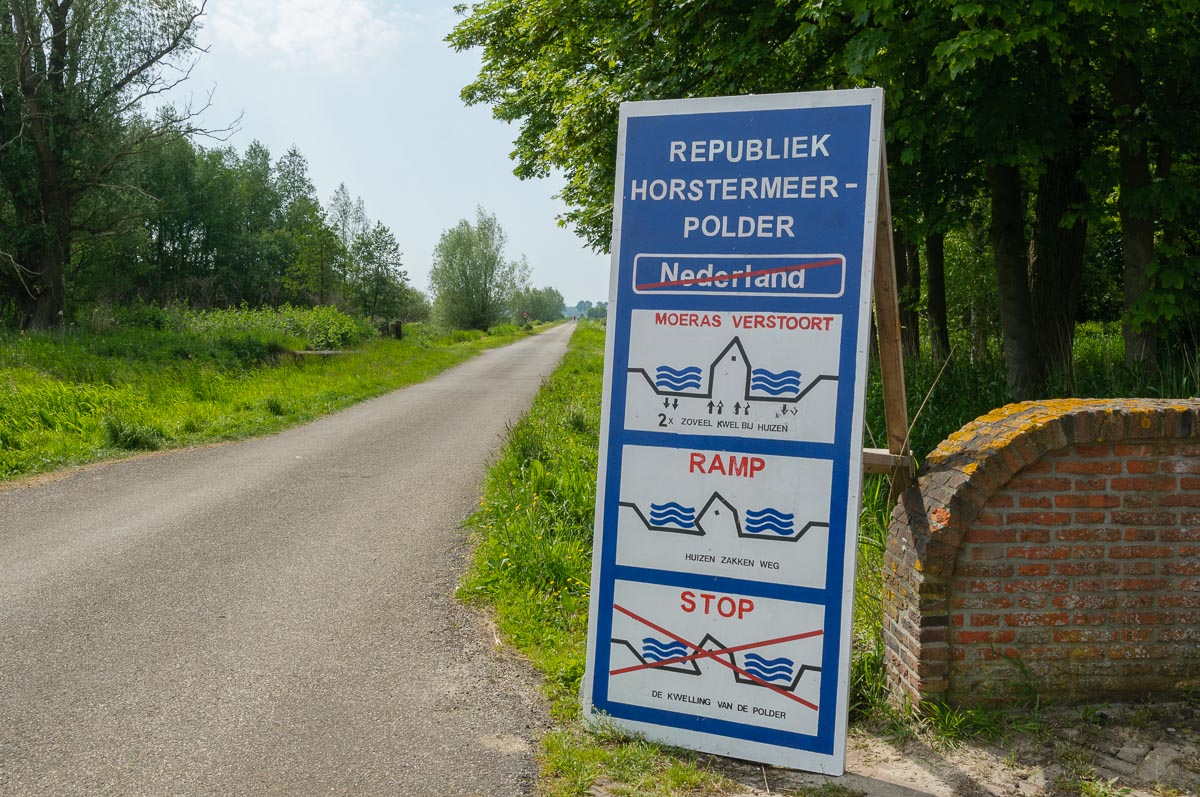
Protest in de Horstermeerpolder in 2010 bij de NERA

De inwoners van de Horstermeerpolder vrezen dat het inrichten van de nieuwe moerassen zal leiden tot ernstige wateroverlast en verzakking van hun woningen. Omdat ze bij de instanties naar hun mening te weinig gehoor vinden voor hun bezwaren heeft de polder zich op 17 februari 2010 symbolisch losgemaakt van het Koninkrijk der Nederlanden en de "Republiek Horstermeerpolder" uitgeroepen.